# Июльское (Калининградская область)
Июльское — посёлок в Полесском муниципальном округе Калининградской области.

## География
Находится в северной части Калининградской области, в зоне хвойно-широколиственных лесов, на побережье Куршского залива, на расстоянии примерно 12 километров (по прямой) к северо-западу от города Полесска, административного центра района. Абсолютная высота — 2 метра ниже уровня моря.

### Климат
Климат характеризуется как переходный от морского к умеренно континентальному. Среднегодовая температура воздуха — 7,2 °C. Средняя температура воздуха самого холодного месяца (января) — −5 — −2 °C (абсолютный минимум — −35 °C); самого тёплого месяца (июля) — 22,4 °C (абсолютный максимум — 37 °C). Продолжительность периода активной вегетации растений составляет около 135—150 дней. Годовое количество атмосферных осадков — 700—900 мм, из которых большая часть выпадает в тёплый период.

## История
Посёлок Июльское был образован в 1947 году путём объединения трёх населённых пунктов: Юлиенхёе (нем. Julienhöhe), Фишер-Тактау (нем. Fischer-Taktau) и Вилльманс (нем. Willmanns). В период с 2008 по 2017 годы Июльское входило в состав Тургеневского сельского поселения Полесского района, с 2017 по 2022 годы — в состав Полесского городского округа.

## Население
| 2002 | 2010 |
| ---- | ---- |
| 18   | ↘10  |

### Национальный состав
Согласно результатам переписи 2002 года, в национальной структуре населения русские составляли 89 %.